# Caleb Okoli
Caleb Okoli (Vicenza, Véneto, Italia, 13 de julio de 2001) es un futbolista italiano. Juega de defensa y su equipo es el Leicester City F. C. de la EFL Championship.

## Trayectoria
Okoli entró a las inferiores del Atalanta B. C. en 2015. Fue promovido al primer equipo en la temporada 2020-21. Ese año, fue enviado a préstamo al S.P.A.L. en la Serie B. Debutó en el club el 21 de noviembre contra el Pescara.
El 12 de julio de 2021 fue enviado a préstamo a la U. S. Cremonese por toda la temporada.
El 9 de julio de 2024, tras haber militado la temporada anterior en el Frosinone Calcio como cedido, fue traspasado al Leicester City F. C.

## Selección nacional
Nacido en Italia, es descendiente nigeriano. Okoli es internacional a nivel juvenil por Italia.

## Estadísticas
Actualizado al último partido disputado el 11 de mayo de 2025.
| Club                            | Div.          | Temporada     | Liga  | Liga  | Copas nacionales | Copas nacionales | Copas internacionales | Copas internacionales | Total | Total |
| Club                            | Div.          | Temporada     | Part. | Goles | Part.            | Goles            | Part.                 | Goles                 | Part. | Goles |
| ------------------------------- | ------------- | ------------- | ----- | ----- | ---------------- | ---------------- | --------------------- | --------------------- | ----- | ----- |
| S.P.A.L. · Italia               | 2.ª           | 2020-21       | 16    | 1     | 3                | 0                | -                     | -                     | 19    | 1     |
| S.P.A.L. · Italia               | Total club    | Total club    | 16    | 1     | 3                | 0                | 0                     | 0                     | 19    | 1     |
| U. S. Cremonese · Italia        | 2.ª           | 2021-22       | 27    | 0     | 1                | 0                | -                     | -                     | 28    | 0     |
| U. S. Cremonese · Italia        | Total club    | Total club    | 27    | 0     | 1                | 0                | 0                     | 0                     | 28    | 0     |
| Atalanta B. C. · Italia         | 1.ª           | 2022-23       | 17    | 0     | 0                | 0                | -                     | -                     | 17    | 0     |
| Atalanta B. C. · Italia         | Total club    | Total club    | 17    | 0     | 1                | 0                | 0                     | 0                     | 17    | 0     |
| Frosinone Calcio · Italia       | 1.ª           | 2023-24       | 34    | 0     | 3                | 0                | -                     | -                     | 37    | 0     |
| Frosinone Calcio · Italia       | Total club    | Total club    | 34    | 0     | 3                | 0                | 0                     | 0                     | 37    | 0     |
| Leicester City F. C. Inglaterra | 1.ª           | 2024-25       | 19    | 1     | 4                | 0                | -                     | -                     | 23    | 1     |
| Leicester City F. C. Inglaterra | Total club    | Total club    | 19    | 1     | 4                | 0                | 0                     | 0                     | 23    | 1     |
| Total carrera                   | Total carrera | Total carrera | 113   | 2     | 11               | 0                | 0                     | 0                     | 124   | 2     |
| 1.                              |               |               |       |       |                  |                  |                       |                       |       |       |